# Сан-Кристован-ду-Сул
Сан-Кристован-ду-Сул (порт. São Cristóvão do Sul)  —  муниципалитет в Бразилии, входит в штат Санта-Катарина. Составная часть мезорегиона Серрана. Входит в экономико-статистический  микрорегион Куритибанус. Население составляет 5093 человека на 2006 год. Занимает площадь 349 км². Плотность населения — 14,5 чел./км².
Праздник города —  30 марта.

## История
Город основан в 1992 году.

## Статистика
- Валовой внутренний продукт на 2004 составляет 80.625.000,00 реалов (данные: Бразильский институт географии и статистики).
- Валовой внутренний продукт на душу населения на 2004 составляет 16.410,00 реалов (данные: Бразильский институт географии и статистики).
- Индекс развития человеческого потенциала на 2003 составляет 0,764 (данные: Программа развития ООН).